# Ontogenia

Estágios do desenvolvimento de zebrafish (Danio rerio).

A ontogenia (ou ontogênese) (do grego ὀντογένεση, composto de ὄντος, transl. ontos, 'ser, ente' e γένεσις génesis, 'criação') diz respeito à origem e ao desenvolvimento de um organismo. É muito comum falar em ontogenia para se referir ao período que vai do momento da fertilização do ovo até que o organismo atinja sua forma madura e completamente desenvolvida – embora o não sabemos termo também possa ser usado de forma mais ampla para se referir ao estudo de um organismo durante todo o seu ciclo de vida, não se restringindo somente ao desenvolvimento embrionário.
A ontogenia, ao contrário da filogenia, trata da história de um organismo em seu próprio tempo de vida e desenvolvimento. Já a filogenia se refere à história evolutiva de uma ou mais espécies. Enquanto processos do desenvolvimento (neste caso, ontogenéticos) podem influenciar processos evolutivos (filogenéticos) como consequência, organismos individuais se desenvolvem (ontogenia), ao passo que as espécies evoluem (filogenia).
Ontogenia, embriologia e biologia do desenvolvimento são estudos intimamente relacionados e algumas vezes os termos podem ser (e de fato são) usados de forma intercambiável. O termo ontogenia já foi usado, por exemplo, em biologia celular para descrever o desenvolvimento de vários tipos celulares em um organismo. O termo ontogenia, portanto, pode ser aplicado em diversos contextos e estudos, estendendo-se para além da zoologia e do desenvolvimento animal e sendo usado, por exemplo, para descrever o desenvolvimento embrionário de estruturas vegetais como flores. Outros usos da ontogenia, mas de formas um tanto quanto distintas, são nos campos da Psicologia do Desenvolvimento, Neurociência Cognitiva e do Desenvolvimento e Psicobiologia do Desenvolvimento. Ontogenia também é um conceito usado em antropologia como “o processo através do qual cada um de nós incorpora a história da nossa própria formação”.
Outro aspecto muito interessante dos estudos ontogenéticos é a variedade de escalas em que ele pode ser aplicado. Pode-se usar o termo ontogenia, por exemplo, para referir-se ao desenvolvimento embrionário completo do ser humano ou de outros organismos; ao mesmo tempo, o termo pode ser usado para descrever a sequência de desenvolvimento de tecidos e células em outros organismos, como em ratos, não englobando o desenvolvimento como um todo. Em outros casos, a ontogenia pode tratar do desenvolvimento de um único sistema.

## Teoria da Recapitulação

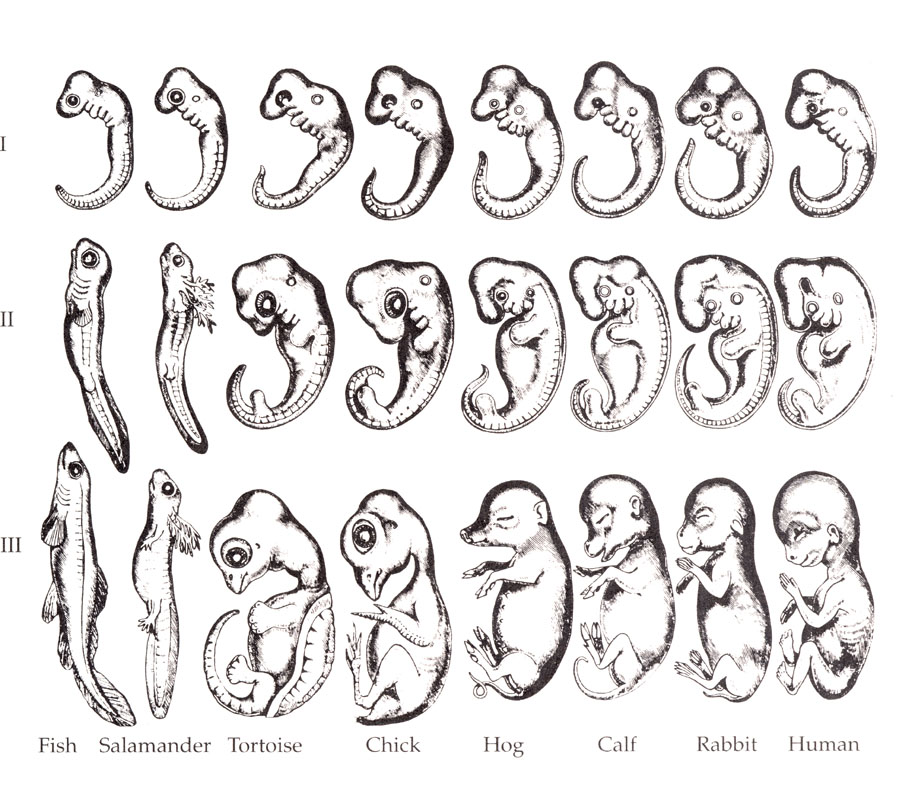
Desenhos de Ernst Haeckel, muitas vezes usados como apoios para a Teoria da Recapitulação.

A Teoria da Recapitulação é um tema muito frequentemente associado ao termo ontogenia. Ela tenta explicar as relações entre o desenvolvimento embrionário de um organismo (ontogenia) e a evolução daquele grupo em que este organismo se encontra (filogenia). A célebre frase “A ontogenia recapitula a filogenia”, comumente atribuída a Stephen Jay Gould, é, talvez, a maior e mais objetiva síntese dessa teoria. Ela diz que os estágios de desenvolvimento de um organismo repetem os estágios encontrados na evolução daquele grupo; similarmente, ela diz que seria possível encontrar, na história evolutiva de um grupo de organismos, formas adultas de algumas espécies similares a estágios embrionários de outras espécies, com tais estágios embrionários recapitulando a história evolutiva daquele grupo.

### Histórico
No início do século XIX, Johann Friedrich Meckel e Antoine Etienne Reynaud Augustin Serres desenvolveram algo que veio ser conhecido posteriormente como Lei de Meckel-Serres. Estudando deformidades em embriões, esses estudiosos propuseram que embriões de organismos de “níveis maiores” passariam, em seu desenvolvimento embrionário, por estágios sucessivos que lembram de forma muito próxima as formas de “níveis inferiores” (o que veio a ficar conhecido como recapitulação). Apesar de a autoria ser atribuída aos dois, eles não trabalhavam juntos, e suas conclusões podem refletir parte do pensamento recorrente da época, tomadas de forma quase simultânea pelos dois pesquisadores e unificadas como uma Lei por outros cientistas muitos anos depois. Interessante notar como a Lei de Meckel-Serres está diretamente apoiada sobre o conceito da scala naturae.
Em 1828, Karl Ernst von Baer propôs quatro leis para explicar como se dava o desenvolvimento embrionário dos organismos e relacioná-las com a grande diversidade de animais (ou seja, novamente surge uma relação ontogenia x filogenia). De forma geral, von Baer criticava a ideia de recapitulação contida na Lei de Meckel-Serres, já que, segundo ele, a ideia de desenvolvimento que ela trazia era linear demais. Para ele, os animais começavam seu desenvolvimento a partir de algumas formas básicas e então se desenvolviam de forma “ramificada”, cada um seguindo seu próprio caminho ontogenético. Dessa forma, suas Leis iam contra a ideia de recapitulação levantada anteriormente por outros pesquisadores, o que é explicitado por sua quarta lei: “Fundamentalmente, dessa maneira, o embrião de uma forma superior nunca lembra qualquer outra forma, somente seu embrião”.
Outro marco dessa discussão foi a Lei Biogenética, proposta por Ernst Haeckel em 1866, na Alemanha. Essa lei diz que “os estágios de desenvolvimento do embrião de um animal são iguais aos estágios ou formas adultas de outros animais”; de outra forma, os estágios do desenvolvimento de um animal seriam equivalentes aos adultos de seus ancestrais. Assim sendo, essa lei pode ser resumida pela célebre frase “a ontogenia recapitula a filogenia”.
Em 1922, Walter Garstang publicou um trabalho onde propôs que as filogenias atuais resultam de alterações nas ontogenias ancestrais. Portanto, vai por um caminho um tanto quanto distinto daquele percorrido pelos pesquisadores que tanto discutiram o tema, principalmente no século anterior: vai de encontro a ideia de que a ontogenia, e suas variações, são as responsáveis por gerar variação nos sistemas biológicos e, portanto, criam novas filogenias ao fornecer maior variação para a seleção natural.
Por fim, em 1977 Stephen J. Gould publica seu célebre livro “Ontogenia e Filogenia”, que conta uma história da teoria da recapitulação. Gould não só apresentou novamente a teoria, como tentou argumentar a favor de sua importância nos estudos evolutivos ainda no século XX, e mostrar que ela não era algo obsoleto. Segundo ele, os conceitos de aceleração e retardamento do desenvolvimento dos animais (hoje discutidos sob o nome de heterocronia) seriam muito importantes para criar novas formas nos desenvolvimentos dos organismos, formas estas que seriam passíveis de seleção natural, levando à evolução de caracteres de forma distinta; Gould fornece alguns novos elementos às ideias de Garstang, além de fazer sua própria argumentação. Em 1979, Gould é um dos autores do importante e interessante artigo “Size and shape in ontogeny and phylogeny” - “Tamanho e forma na ontogenia e filogenia”, em tradução livre - onde discute mais a fundo a questão da heterocronia.

## Fases do desenvolvimento embrionário

### Fecundação
A fecundação é o encontro dos gametas masculino (espermatozóide) e feminino (ovócito II, em humanos).

Embriogênese humana.

### Fertilização
A fertilização é a união dos gametas, gerando um ovo fertilizado (ou zigoto) e iniciando o processo de desenvolvimento embrionário. Maiores detalhes no artigo "Human Fertilization" (em inglês).

### Embriogênese
A embriogênese é o processo através do qual o embrião é formado e se desenvolve. Começa no momento da fertilização do óvulo, que a partir de então passará a se chamar de zigoto. O zigoto sofre rápidas divisões mitóticas sem que haja um grande aumento de crescimento (processo denominado de clivagem e diferenciação celular). Existem dois tipos de embriogênese: a animal, e a vegetal. No vegetal, a embriogênese tem início com o encontro dos gametas femininos e masculinos (cada grupo de vegetal possui uma forma de encontro específica) onde ocorre a fusão desses gametas, passando por fases como zigoto, protoembrião, globular, cordiforme, torpedo e cotiledonar. É importante ressaltar que a função das células é determinada pela posição que a célula assume no embrião que é ativada por hormônios vegetais. Esse processo é o objeto da Embriologia. No animal, os embriões passam pelos processos de clivagem, blastulação, gastrulação e neurulação (com a organogênese ocorrendo nestes últimos dois estágios - principalmente na gastrulação).

## Clivagem
Ver artigo principal: Clivagem.

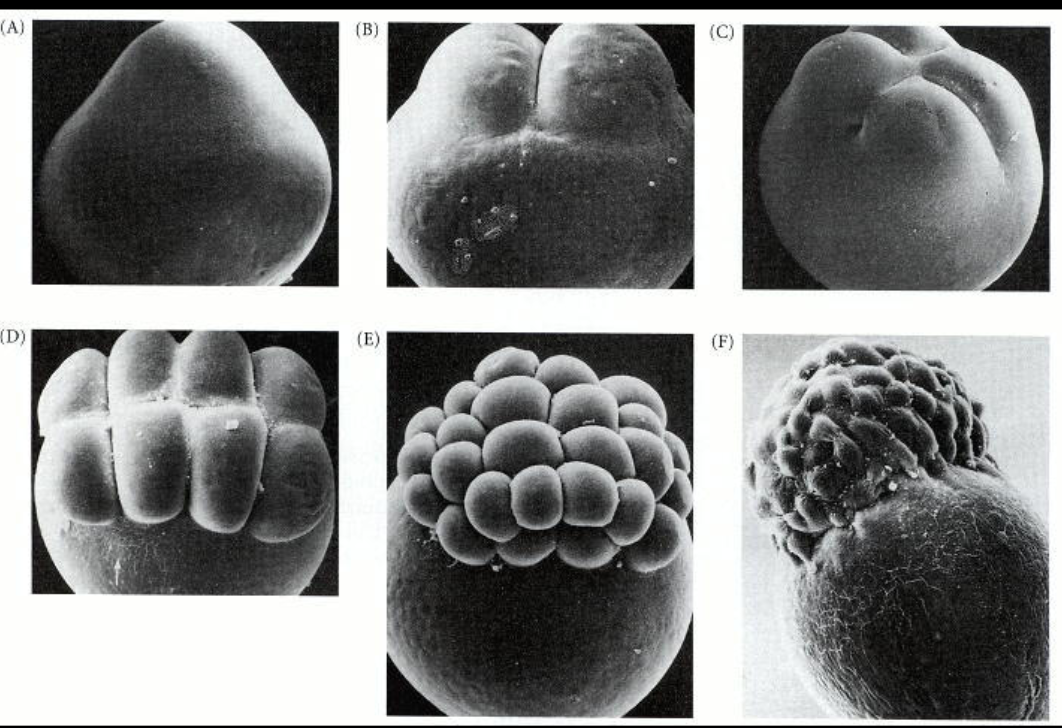
Clivagem em um peixe-zebra.

Clivagem é o nome que se dá a cada uma das divisões mitóticas realizadas nos estágios iniciais de desenvolvimento dos embriões. Existem, basicamente, dois tipos de clivagem: holoblástica, quando a célula inteira é dividida, atravessando todo o eixo do embrião no caso da primeira divisão e meroblástica, ou parcial, que ocorre principalmente quando o ovo possui grande quantidade de vitelo.
A clivagem holoblástica pode ser de 5 tipos: radial (como em equinodermos, hemicordados e cefalocordados), espiral (como em anelídeos, moluscos e platelmintos), bilateral (tunicados), rotacional (mamíferos placentários, nematódeos e possivelmente marsupiais) e radial deslocada (anfíbios e alguns peixes). Já a clivagem meroblástica pode ser de 3 tipos: bilateral (moluscos cefalópodes), discoidal (alguns peixes, répteis, aves e monotremados) e superficial (insetos). 

## Tipos de ovos
1. Alécitos: sem vitelo ou com muito pouco.
2. Oligolécito: com relativamente pouco vitelo.
3. Mesolécito: com quantidade moderada de vitelo.
4. Telolécito: ovo com muito vitelo.
5. Isolécito: ovo que possui vitelo distribuído de maneira uniforme.
6. Heterolécito: ovo com vitelo distribuído de maneira irregular.
7. Centrolécito: o vitelo se encontra concentrado no centro do citoplasma.
8. Endolécito: ovo com vitelo em seu interior.
9. Exolécito: ovo com vitelo externo, contido em células vitelogênicas.

## Blastulação
Ver artigo principal: Blastulação.
A blastulação é o processo de transformação do embrião em blástula, que se dá através de sucessivas clivagens e rearranjos celulares. Nesse estágio, as células do ovo são denominadas blastômeros.

## Gastrulação
Ver artigo principal: Gastrulação.

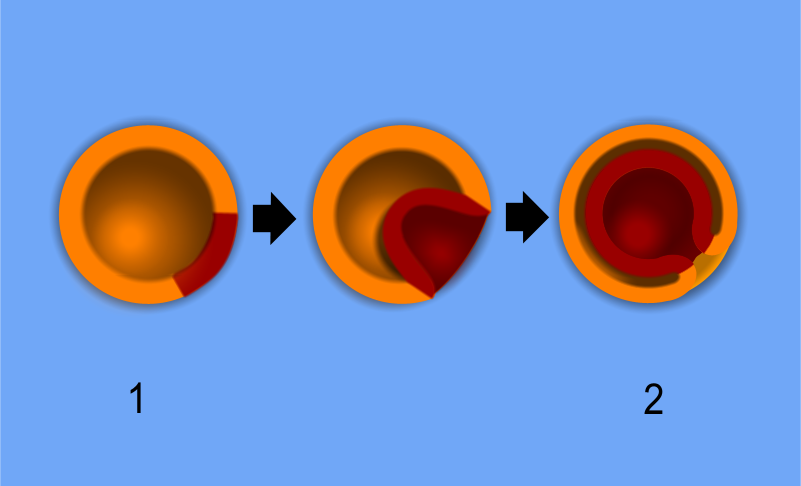
Gastrulação.

A gastrulação é o processo de movimentação de células, altamente coordenado, através do qual elas são dramaticamente rearranjadas e ganham novas posições e células vizinhas, estruturando um plano corpóreo de múltiplas camadas do organismo. Este processo determina os eixos do corpo e também especifica as camadas germinativas (ectoderme, mesoderme e endoderme), as quais darão origem a diferentes órgãos e tecidos. 

## Neurulação
Ver artigo principal: Neurulação.
A neurulação é o processo de formação do tubo nervoso, que dará origem ao Sistema Nervoso Central (SNC). Nesse estágio, o embrião é chamado de nêurula.

## Ontogenia em animais selecionados

### Peixe-palhaço (Amphiprion ocellaris)
No primeiro dia após a fertilização, os estágios de blástula e gástrula já foram completados e o embrião passa de um estágio de duas camadas a esferoidal. No segundo dia, a cefalização começa com o processo de neurulação. Além disso, os primeiros somitos (derivados mesodérmicos) são formados enquanto melanóforos cobrem todo o blastóporo. Após mais 24h de desenvolvimento, os órgãos e estruturas dos sentidos (olhos, otólitos) começam a se formar enquanto um coração já formado está pulsando (55-60bpm). No dia seguinte, células sanguíneas, agora formadas, fluem para o interior de um coração que pulsa ainda mais rápido (110-120bpm) enquanto, simultaneamente, os brotos oculares são pigmentados.
No quinto dia, o ouvido interno e a mandíbula se formam ao mesmo tempo em que as brânquias e o opérculo, que logo começa a se movimentar juntamente com as nadadeiras peitorais. 6 dias após a fertilização, o embrião é liberado do ovo e sua boca é formada, embora permaneça fechada. Olhos e otólitos se encontram muito mais desenvolvidos. Uma semana e o trato digestivo se encontra formado, enquanto a boca já pode se abrir frequentemente. No dia seguinte, os movimentos corporais já são muito mais intensos, com o peixe bem desenvolvido (onde costuma-se dizer que seu desenvolvimento inicial terminou).

### Rato de laboratório (Mus musculus)
Um trabalho sobre a ontogenia inicial do rato de laboratório (Mus musculus) bastante competente, complexo, completo e de livre acesso foi desenvolvido pela seção de embriologia da Universidade de Nova Gales do Sul, da Austrália. Ele pode ser acessado clicando neste link.

### Ser humano (Homo sapiens)
O desenvolvimento embrionário dos seres humanos pode ser acompanhado de forma bastante completa no artigo “Human embryogenesis” (em inglês) ou “Embriologia Humana”, de forma um pouco mais resumida e em português.

## Estudos multidisciplinares

### Ontogenia eEcologia
Vários estudos têm sido realizados nas últimas décadas interrelacionando aspectos ecológicos de organismos dos mais diversos grupos com a ontogenia. Muitos desses trabalhos se desenvolvem para responder questões que envolvem alterações nos processos e padrões ecológicos encontrados entre espécies ou nas espécies. Alguns exemplos recentes desse tipo de pesquisa abordaram o desenvolvimento ontogenético de peixes que se alimentam de vitelo durante o seu desenvolvimento sob uma perspectiva ecológica, mudanças no comportamento e na ecologia alimentar de cobras, salamandras  e peixes.

### Ontogenia eFisiologia
Outra intersecção muito importante da ontogenia se dá com os estudos fisiológicos. Não é difícil imaginar o porquê, considerando que a fisiologia tem, como um dos seus principais objetivos, investigar como os organismos funcionam; por isso, não pode abordar suas maiores questões de forma estática, já que a maior parte das variáveis fisiológicas muda o tempo todo, algumas vezes de forma circadiana, outras de forma cíclica em períodos maiores de tempo, e outras ainda durante períodos do desenvolvimento dos organismos, seja de forma reversível ou não.
Pensando nisso, muitos autores voltaram seu foco para a ontogenia dos processos fisiológicos. Bons exemplos incluem uma revisão feita sobre a ontogenia dos processos osmorregulatórios em peixes durante seu estágio pós-embrionário, um trabalho que correlaciona a ontogenia e o funcionamento de células T do sistema imune, ontogenia de enzimas pancreáticas e ontogenia no processo de adipogênese quando correlacionada aos aspectos nutricionais.

### Ontogenia eEvolução
A famosa frase de Dobzhansky “Nothing in Biology makes sense except in the light of evolution” - “Nada na Biologia faz sentido senão sob a luz da evolução”, em tradução livre, - se aplica também, de certa forma, à ontogenia. Pensando na importância da ontogenia na evolução, muitos pesquisadores correlacionam eventos do desenvolvimento com a evolução. Não é uma ideia totalmente nova, pensando nas ideias de Garstang e Gould (dois exemplos já supracitados), imaginar qual tipo de influência a ontogenia pode ter nos processos evolutivos. Mais recentemente, porém, um grande número de autores têm se dedicado à questão. A prolactina, por exemplo, importante hormônio no metabolismo de muitos organismos, é extremamente conservada filogeneticamente. Em 1980, um artigo trazia relações entre sua evolução e ontogenia.
Outros exemplos são ainda mais recentes, o que mostra como a questão permaneceu ativa (e permanece até hoje) em vários grupos de pesquisa. Em 1992, um trabalho relacionou a ontogenia e a evolução da tolerância à salinidade em espécies de peixes, conhecidas por passarem do mar à água doce. Em 2000, um livro inteiro foi dedicado à ontogenia, ecologia e evolução de morcegos. Por fim, em 2001, um último exemplo (aqui citado; trabalhos na literatura são em muito maior número): um trabalho correlacionado ontogenia e evolução cranial de macacos é publicado.

## Teoria de personalidade
Segundo a psicologia comportamental e a psicologia evolucionista, a personalidade é formada pela interação entre filogenia (características da espécie), ontogenia (histórico de desenvolvimento e aprendizagem) e contexto sociocultural.  A ontogenia é especialmente importante, no ser humano, para a formação do comportamento, pois ele passa por um longuíssimo período de imaturidade e dependência - o mais longo do reino animal.